# Formula Regional European Championship
Formula Regional European Championship av Alpine är en FIA-certifierad regional europeisk Formel 3-racingserie. Den 12 oktober 2018 tillkännagavs att den italienska bilsportregulatorn Automobile Club d'Italia (ACI) och kartingpromotorn WSK skulle organisera mästerskapets invigningsår 2019. Efter säsongen 2020 slogs Formula Renault 2.0 Eurocup samman med Formula Regional European Championship för att bli Formula Regional European Championship av Alpine.
Mästerskapets första säsong innehöll åtta rundor på banorna över hela Europa, varav hälften i Italien.
Förarmästarna får FIA Super License-poäng. Serien är tänkt att vara en språngbräda mellan Formel 4 och det internationella FIA Formel 3-mästerskapet.

## Bil
Mästerskapet omfattar Tatuus-designade och byggda bilar. Bilarna är konstruerade av kolfiber och har ett monocoque-chassi som har ett antal förbättrade säkerhetsfunktioner, inklusive den nya Halo-enheten och förbättrat sidokollisionsskydd, och en sexväxlad paddelväxlad sekventiell växellåda.  Under säsongerna 2019 och 2020 drevs bilen av en Alfa Romeo 270PS (200kW) turbomotor trimmad av Autotecnica. Efter sammanslagningen med Formel Renault Eurocup för säsongen 2021 använder mästerskapet Renault-motorer.

## Mästare

### Förare
| Säsong | Förare                | Stall           | Pole position | Vinster | Podium | Snabbaste varv | Poäng | Marginal |
| ------ | --------------------- | --------------- | ------------- | ------- | ------ | -------------- | ----- | -------- |
| 2019   | Frederik Vesti        | Prema Powerteam | 10            | 13      | 20     | 9              | 467   | 131      |
| 2020   | Gianluca Petecof      | Prema Powerteam | 5             | 4       | 14     | 7              | 359   | 16       |
| 2021   | Grégoire Saucy        | ART Grand Prix  | 7             | 8       | 10     | 2              | 277   | 68       |
| 2022   | Dino Beganovic        | Prema Powerteam | 4             | 4       | 12     | 2              | 267   | 26       |
| 2023   | Andrea Kimi Antonelli | Prema Powerteam | 3             | 5       | 11     | 5              | 300   | 39       |

### Stall
| Säsong | Stall           | Pole position | Vinster | Podium | Snabbaste varv | Poäng | Marginal |
| ------ | --------------- | ------------- | ------- | ------ | -------------- | ----- | -------- |
| 2019   | Prema Powerteam | 13            | 16      | 40     | 14             | 870   | 390      |
| 2020   | Prema Powerteam | 18            | 16      | 43     | 12             | 842   | 347      |
| 2021   | R-ace GP        | 3             | 5       | 21     | 6              | 481   | 59       |
| 2022   | Prema Powerteam | 11            | 10      | 21     | 6              | 531   | 110      |
| 2023   | Prema Powerteam | 7             | 7       | 18     | 6              | 512   | 2        |

## Förare som avancerat till FIA Formel 2/3
| Förare              | Formel 2  | Formel 2 | Formel 2 | Formel 2 |
| Förare              | Säsonger  | Lopp     | Vinster  | Podium   |
| ------------------- | --------- | -------- | -------- | -------- |
| Olli Caldwell       | 2019      | 24       | 1        | 7        |
| Pierre-Louis Chovet | 2020      | 23       | 1        | 7        |
| Enzo Fittipaldi     | 2019      | 24       | 2        | 13       |
| Sophia Flörsch      | 2019      | 24       | 0        | 0        |
| Igor Fraga          | 2019      | 24       | 4        | 11       |
| Jake Hughes         | 2019      | 3        | 0        | 3        |
| Arthur Leclerc      | 2020      | 23       | 6        | 15       |
| Matteo Nannini      | 2019–2020 | 18       | 0        | 0        |
| Gianluca Petecof    | 2020      | 23       | 4        | 14       |
| Oliver Rasmussen    | 2020      | 23       | 6        | 13       |
| Grégoire Saucy      | 2021      | 20       | 8        | 10       |
| David Schumacher    | 2019      | 24       | 4        | 9        |
| Frederik Vesti      | 2019      | 24       | 13       | 20       |
| Jüri Vips           | 2020      | 9        | 0        | 3        |
| Lirim Zendeli       | 2019      | 3        | 0        | 2        |

- Guld betyder att föraren är mästerskapsvinnare i Formula Regional European Championship.